# Gaediopsis lugubris
Gaediopsis lugubris là một loài ruồi trong họ Tachinidae.